# Клышдаг
Трасар (азерб. Qlışdağ, армянское название Թրասար, Трасар) — гора высотой 3594 м на границе Армении и Лачинского района Азербайджана. Расположена в Цхукском хребте Сюникского нагорья. Категория трудности восхождения 1А. На вершине поддерживается тур. Поблизости расположены горный перевал Клышдагский и другая сравнимая по высоте гора — Карадаг.